# Knipbrood
Knipbrood is brood dat een speciale vorm heeft gekregen door het aanbrengen van een zogenaamde knip in het deeg. 
Nadat het deeg is het bakblik is gedaan, en vlak voordat dit de oven in gaat, knipt de bakker een bepaald patroon in het brood met een schaar. Soms bedienen bakkers zich van apparatuur waarmee veel knippen tegelijk kunnen worden aangebracht, een soort knijper, die werkt als een rij scharen. Het effect van het knippen is dat het brood aan de bovenkant openscheurt en de typische knipbroodvorm krijgt, met twee punten of pieken.
Als het gebakken brood gesneden wordt, hebben de boterhammen de kenmerkende hartvorm.
Knipbrood is een broodvorm die bestaat bij wittebrood, bruinbrood en volkorenbrood.